# 里見旗幟
里見旗幟（日语：サトノフラッグ），是日本純種競賽馬匹。生涯活躍於中距離賽事，曾於2020年勝出彌生賞大震撼紀念。

## 出賽前
2017年2月26日出生於北海道安平町北部牧場，成長途中於拍賣會上被馬主里見治以以1億7820萬日圓購入，馬主名義則以旗下公司Satomi Horse Company登錄。
其後交由美浦訓練中心練馬師國枝榮訓練。

## 競賽生涯

### 2歲
2019年10月19日出戰東京競馬場2歲新馬戰，保持於中後方位置下未能於直路跑出優勢，最終維持均速之下以第六完賽。
其後出戰2歲未勝利戰，維持於中團位置下在直路順利衝出，於中檔位置轟出優秀末腳下成功超越所有對手，最終以破東京競馬場草地2000米賽道2歲記錄的1分59.5秒完賽時取得首勝。

### 3歲
2020年1月5日出戰一捷馬戰，本次比賽採取主動的策略保持於先頭位置推進，雖然於中段稍為墮後，但於最後彎道重新加速上前。進入直路後，其於內欄位置瞬間速出，最終成功以3馬位優勢取勝。
3月8日出戰二級賽彌生賞大震撼紀念，比賽初段選擇於後方位置推進，但於第三彎道時逐步由外檔位置加速上前，於直路出頭時經已處於第二的位置。進入直路後，其繼續保持衝勢加速，最終成功帶離後方的賽駒，以1 3/4馬位優勢戰勝天神傳說取得首個分級賽冠軍。
其後按照計劃出戰皋月賞，本次比賽於中團位置維持穩定的節奏推進，並於通過彎道時由外檔位置取位望空。進入直路後，其於外檔展開加速，但未能進入全速狀態下以第五落敗。
5月31日繼續進擊東京優駿（日本打吡），比賽初段改用後上戰術等待時機，然而於直路完全未能加速突破，最終以第十一大敗。
秋季以聖烈特紀念作為起動戰，賽前取得第一人氣。比賽開始後，其保持於中團的位置推進，面對領放馬巴氏金屬做出的前1000米62.6秒超慢步速下，騎師戶崎圭太選擇於第三彎道開始加速上前，並於第四彎道進佔第二的位置。進入直路後，其繼續衝刺追擊前方領先的巴氏金屬，可惜仍然無法迫近對手，最終以第二落敗。
其後按照計劃出戰菊花賞，比賽初段以緩慢的節奏保持於後方位置，並於第四彎道才展開動作。進入直路後，其於外檔位置展開猛烈的加速，雖然未能對前方纏鬥的鐵鳥翱天及大哲學家造成威脅，但其成功於最後關頭超越緣厚情摯，最終以第三的戰績完賽。

### 4歲
進入2021年，其以中距離戰線作為目標，然而於美國賽馬會盃及金鯱賞中均未能發揮水準，分別以第十一及第七落敗。
6月13日縮程挑戰葉森盃，賽前僅獲得第六人氣。比賽開始後，其仍然選擇後上的戰術保持於有遮擋的位置，並於最後彎道逐步向外透出。進入直路後，其於外檔位置瞬間啟動，轟出後600米34.3秒的速度之下僅未能超越Zadar取得第二。
但於葉森盃後，其被診斷出右橈骨骨折，因而進入長期休養，直接跳過5歲生涯。

### 6歲
2023年1月18日於白富士錦標復出，出戰時隔1年7個月的賽事，然而於比賽途中，其在第三彎處因左前腳出現不良於行的情況被騎師田邊裕信拉停，最終被判比賽中止。
其後，陣營認為其狀態不再適合出賽，因而安排其退役。

### 詳細賽績
| 日期       | 舉辦國家 | 馬場 | 距離   | 級別 | 賽事名稱         | 負重 | 騎師        | 馬號 | 出馬 | 名次     | 時間     | 頭馬（二馬）      |
| ---------- | -------- | ---- | ------ | ---- | ---------------- | ---- | ----------- | ---- | ---- | -------- | -------- | ----------------- |
| 19/10/2019 | 日本     | 東京 | 草2000 |      | 2歲新馬          | 55   | 戶崎圭太    | 7    | 13   | 6        | 2:03.2   | 開朗男兒          |
| 16/11/2019 | 日本     | 東京 | 草2000 |      | 2歲未勝          | 55   | 莫艾誠      | 8    | 16   | 1        | 1:59.5   | （Dejimano Hana） |
| 5/1/2020   | 日本     | 中山 | 草2000 |      | 3歲一捷馬戰      | 56   | 莫艾誠      | 6    | 10   | 1        | 2:01.4   | （Ensemble）      |
| 8/3/2020   | 日本     | 中山 | 草2000 | GII  | 彌生賞大震撼紀念 | 57   | 武豐        | 1    | 11   | 1        | 2:02.9   | （天神傳說）      |
| 19/4/2020  | 日本     | 中山 | 草2000 | GI   | 皋月賞           | 57   | 李慕華      | 5    | 18   | 5        | 2:01.8   | 鐵鳥翱天          |
| 31/5/2020  | 日本     | 東京 | 草2400 | GI   | 東京優駿         | 57   | 武豐        | 15   | 18   | 11       | 2:25.3   | 鐵鳥翱天          |
| 21/9/2020  | 日本     | 中山 | 草2200 | GII  | 聖烈特紀念       | 56   | 戶崎圭太    | 9    | 12   | 2        | 2:15.3   | 巴氏金屬          |
| 25/10/2020 | 日本     | 京都 | 草3000 | GI   | 菊花賞           | 57   | 戶崎圭太    | 10   | 18   | 3        | 3:06.1   | 鐵鳥翱天          |
| 24/1/2021  | 日本     | 中山 | 草2200 | GII  | 美國賽馬會盃     | 56   | 戶崎圭太    | 1    | 17   | 11       | 2:19.5   | 大哲學家          |
| 14/3/2021  | 日本     | 中京 | 草2000 | GII  | 金鯱賞           | 56   | 0C.ルメール | 9    | 10   | 7        | 2:02.2   | 天鐵              |
| 13/6/2021  | 日本     | 東京 | 草1800 | GIII | 葉森盃           | 56   | 戶崎圭太    | 13   | 18   | 2        | 1:45.2   | Zadar             |
| 28/1/2023  | 日本     | 東京 | 草2000 | L    | 白富士錦標       | 60   | 田邊裕信    | 6    | 10   | 比賽中止 | 比賽中止 | 金輝佳作          |

## 退役後
退役後，里見旗幟被成為了配種馬，被送往阿根廷Vacacion牧場休養，在2023年進行配種。首批子嗣於2024年出生，可於2026年出賽。

## 血統簡介
父系大震撼爲日本賽駒，爲日本賽馬史上第二匹無敗三冠馬，生涯出戰十四場賽事僅得兩場未能勝出，退役後配種成績亦極爲優秀。祖父週日寧靜是美國三冠賽雙冠馬，退役後在日本配種，在日本馬壇相當成功，贏得多項分級賽事，其子嗣贏得巨額獎金。
母系Balada Sale為阿根廷賽駒，生涯戰績優秀，曾勝出兩項當地一級賽。外祖父Not for Sale亦為阿根廷賽駒，曾勝出布宜諾斯艾利斯大賽。

### 血統表
| 父線：週日寧靜系（Halo系）          |                             |                   |                 |
| 種馬 大震撼 2002年（棗色）          | 週日寧靜 1986年（棕色）     | Halo              | Hail to Reason  |
| 種馬 大震撼 2002年（棗色）          | 週日寧靜 1986年（棕色）     | Halo              | Cosmah          |
| 種馬 大震撼 2002年（棗色）          | 週日寧靜 1986年（棕色）     | Wishing Well      | Understanding   |
| 種馬 大震撼 2002年（棗色）          | 週日寧靜 1986年（棕色）     | Wishing Well      | Mountain Flower |
| 種馬 大震撼 2002年（棗色）          | 風中秀髮 1991年（棗色）     | Alzao             | 利法爾          |
| 種馬 大震撼 2002年（棗色）          | 風中秀髮 1991年（棗色）     | Alzao             | Lady Rebecca    |
| 種馬 大震撼 2002年（棗色）          | 風中秀髮 1991年（棗色）     | Burghclere        | Busted          |
| 種馬 大震撼 2002年（棗色）          | 風中秀髮 1991年（棗色）     | Burghclere        | Highclere       |
| 繁殖雌馬 Balada Sale 2008年（棗色） | Not for Sale 1994年（棗色） | Parade Marshal    | Caro            |
| 繁殖雌馬 Balada Sale 2008年（棗色） | Not for Sale 1994年（棗色） | Parade Marshal    | Steeping High   |
| 繁殖雌馬 Balada Sale 2008年（棗色） | Not for Sale 1994年（棗色） | Love for Sale     | Laramie Trail   |
| 繁殖雌馬 Balada Sale 2008年（棗色） | Not for Sale 1994年（棗色） | Love for Sale     | Museliere       |
| 繁殖雌馬 Balada Sale 2008年（棗色） | La Balada 1999年（棗色）    | Confidential Talk | Damascus        |
| 繁殖雌馬 Balada Sale 2008年（棗色） | La Balada 1999年（棗色）    | Confidential Talk | Confidentiality |
| 繁殖雌馬 Balada Sale 2008年（棗色） | La Balada 1999年（棗色）    | La Baraca         | Mariache        |
| 繁殖雌馬 Balada Sale 2008年（棗色） | La Balada 1999年（棗色）    | La Baraca         | La Bambuca      |
| 雌系：號族：7                       |                             |                   |                 |
| 五代內近親交配：利法爾 4×5          |                             |                   |                 |

## 命名由來
名字中，Satono（サトノ）是馬主里見治冠名，出自其姓氏中的「里」（サト）結合日語連接詞「的」（サトノ）組成，Flag（フラッグ）即是「旗幟」。

## 外部連結
- 里見旗幟 netkeiba.com （页面存档备份，存于）
- 血統表 （页面存档备份，存于）